# Lindsay Davenport
Lindsay Davenport (Palos Verdes, Califòrnia, Estats Units, 8 de juny de 1976) és una tennista dels Estats Units d'Amèrica que fou número 1 tant del rànquing individual com del de dobles. Fou guanyadora de tres torneigs de Grand Slam en categoria individual i tres en dobles, a més d'aconseguir la medalla d'or individual a les Olimpíades d'Atlanta de l'any 1996. És una de les quatre dones (amb Steffi Graf, Martina Navrátilová i Chris Evert) que ha aconseguit acabar l'any amb el número u del món com a mínim en quatre ocasions (1998, 2001, 2004 i 2005).
Va participar en els Jocs Olímpics d'estiu de 1996 realitzats a Atlanta (Estats Units), on aconseguí guanyar la medalla d'or en la prova individual. En els Jocs Olímpics d'estiu del 2000 realitzats a Sydney (Austràlia) finalitzà dissetena en la competició individual. En els Jocs Olímpics d'estiu de 2008 realitzats a Pequín (Xina) finalitzà cinquena en la competició de dobles al costat de Liezel Horn-Huber.

## Biografia
Davenport és filla de Wink Davenport, membre de l'equip estatunidenc de voleibol als Jocs Olímpics d'estiu de 1968 celebrats a Ciutat de Mèxic, i d'Ann Davenport. Va estudiar a l'escola Chadwick School de Palos Verdes i a l'institut Murrieta Valley High School de Murrieta, Califòrnia.
Es va casar amb l'extennista i banquer Jonathan Leach l'any 2003. Entre 2006 i 2007 va retirar-se momentàniament per materniat, el 10 de juny de 2007 va néixer el seu fill Jagger Jonathan a Newport Beach. El 27 de juny de 2009 va néixer la segona filla anomenada Lauren Andrus i el 16 de gener de 2012 la tercera criatura, Kaya Emory.

## Torneigs de Grand Slam

### Individual: 7 (3−4)
| Resultat  | Any  | Campionat        | Oponent         | Marcador         |
| --------- | ---- | ---------------- | --------------- | ---------------- |
| Campiona  | 1998 | US Open          | Martina Hingis  | 6−3, 7−5         |
| Campiona  | 1999 | Wimbledon        | Steffi Graf     | 6−4, 7−5         |
| Campiona  | 2000 | Open d'Austràlia | Martina Hingis  | 6−1, 7−5         |
| Finalista | 2000 | Wimbledon        | Venus Williams  | 6−3, 7−6(3)      |
| Finalista | 2000 | US Open          | Venus Williams  | 6−4, 7−5         |
| Finalista | 2005 | Open d'Austràlia | Serena Williams | 2−6, 6−3, 6−0    |
| Finalista | 2005 | Wimbledon (2)    | Venus Williams  | 4−6, 7−6(4), 9−7 |

### Dobles femenins: 13 (3−10)
| Resultat  | Any  | Campionat            | Parella            | Oponents                             | Marcador      |
| --------- | ---- | -------------------- | ------------------ | ------------------------------------ | ------------- |
| Finalista | 1994 | Roland Garros        | Lisa Raymond       | Gigi Fernandez Nataixa Zvéreva       | 6−2, 6−2      |
| Finalista | 1996 | Open d'Austràlia     | Mary Joe Fernandez | Chanda Rubin Arantxa Sánchez Vicario | 7−5, 2−6, 6−4 |
| Campiona  | 1996 | Roland Garros        | Mary Joe Fernandez | Gigi Fernandez Nataixa Zvéreva       | 6−2, 6−1      |
| Finalista | 1997 | Open d'Austràlia (2) | Lisa Raymond       | Martina Hingis Nataixa Zvéreva       | 6−2, 6−2      |
| Campiona  | 1997 | US Open              | Jana Novotná       | Gigi Fernandez Nataixa Zvéreva       | 6−3, 6−4      |
| Finalista | 1998 | Open d'Austràlia (3) | Nataixa Zvéreva    | Martina Hingis Mirjana Lučić         | 6−4, 2−6, 6−3 |
| Finalista | 1998 | Roland Garros (2)    | Nataixa Zvéreva    | Martina Hingis Jana Novotná          | 6−1, 7−6(4)   |
| Finalista | 1998 | Wimbledon            | Nataixa Zvéreva    | Martina Hingis Jana Novotná          | 6−3, 3−6, 8−6 |
| Finalista | 1998 | US Open              | Nataixa Zvéreva    | Martina Hingis Jana Novotná          | 6−3, 6−3      |
| Finalista | 1999 | Open d'Austràlia (4) | Nataixa Zvéreva    | Martina Hingis Anna Kúrnikova        | 7−5, 6−3      |
| Campiona  | 1999 | Wimbledon            | Corina Morariu     | Mariaan de Swardt Ielena Tatarkova   | 6−4, 6−4      |
| Finalista | 2001 | Open d'Austràlia (5) | Corina Morariu     | Serena Williams Venus Williams       | 6−2, 4−6, 6−4 |
| Finalista | 2005 | Open d'Austràlia (6) | Corina Morariu     | Svetlana Kuznetsova Alicia Molik     | 6−3, 6−4      |

## Jocs Olímpics

### Individual
| Any  | Campionat                            | Oponent                 | Resultat    |
| ---- | ------------------------------------ | ----------------------- | ----------- |
| 1996 | Jocs Olímpics, Atlanta, Estats Units | Arantxa Sánchez Vicario | 7−6(8), 6−2 |

## Carrera esportiva

### 1993−1996

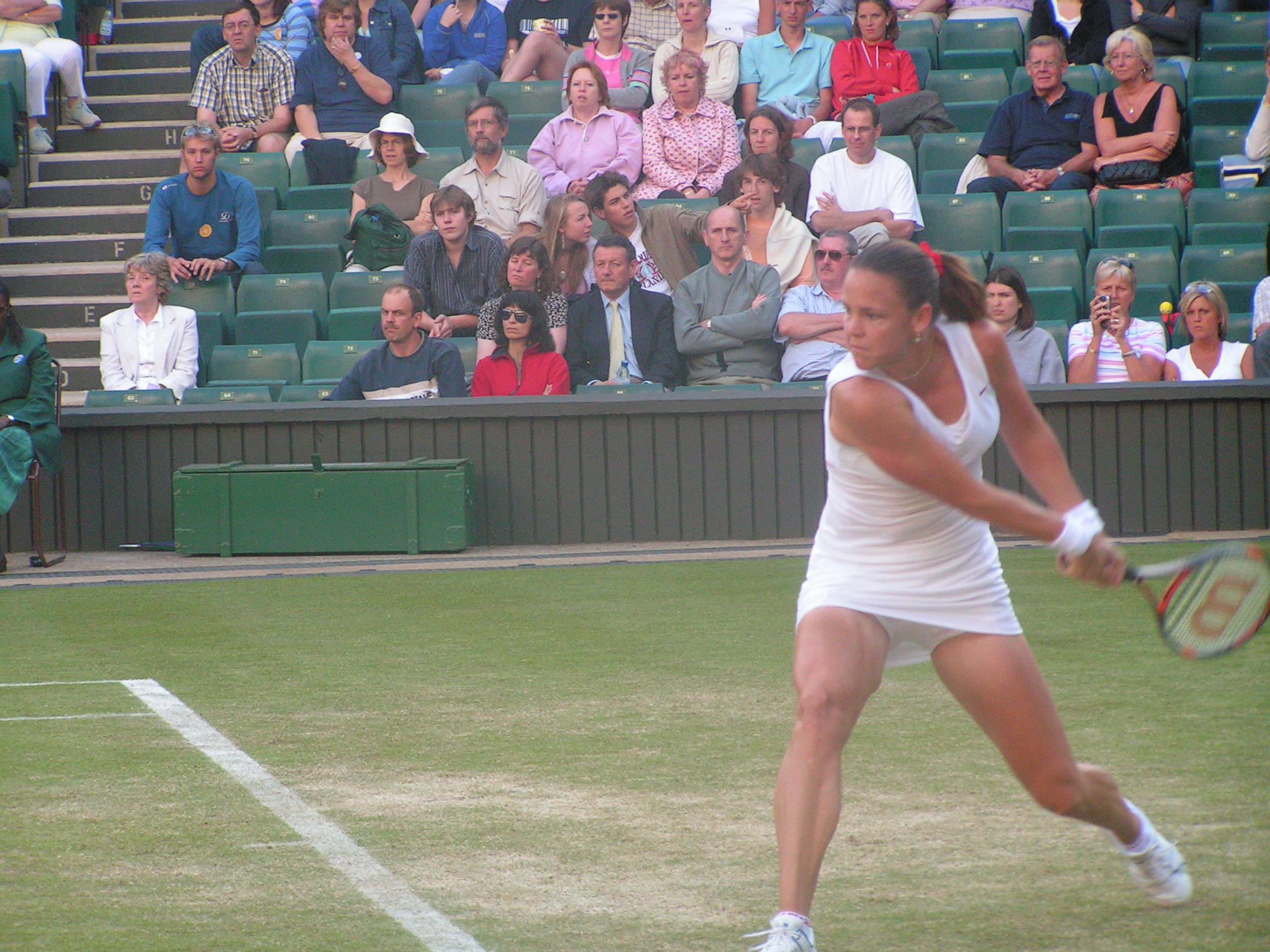
Davenport retornant una bola al Wimbledon de 2004.

Va esdevenir professional l'any 1993 i ràpidament va destacar en categoria de dobles entrant en el Top 100. En l'Open d'Austràlia va arribar a tercera ronda fent parella amb Chanda Rubin i també en individuals fins a caure amb Mary Pierce. A final d'any va guanyar el seu primer torneig inferior a Lucerna vencent a Nicole Bradtke.
Només començar el 1994 es va imposar en el torneig de Brisbane, i va arribar a quarts de final de l'Open d'Austràlia superada per Steffi Graf. Posteriorment va arribar a semifinals d'Indian Wells i Miami, i va defensar el títol aconseguit a Lucerna. A Wimbledon, Davenport va arribar a quarts de final fins a perdre davant Conchita Martínez, que en fou la campiona. Ja dins el Top 10 només el segon any dins el circuit professional, va aconseguir disputar la final la Copa Masters però va caure davant Gabriela Sabatini. Fent parella amb Lisa Raymond es va imposar a Indian Wells i foren finalistes a Roland Garros després de perdre contra Gigi Fernández i Natasha Zvereva. També va guanyar el torneig d'Oakland junt amb Arantxa Sánchez Vicario.
En l'any 1995 fou finalista als torneigs de Sydney i Tòquio en perdre contra Sabatini i Kimiko Date respectivament. Després de repetir els quarts de final de l'Open d'Austràlia, va guanyar el seu primer torneig sobre terra batuda guanyant a Estrasburg derrotant a Date. A quarta ronda de Roland Garros, Date es va venjar superant-la a quarts de final. A Wimbledon també va caure a quarta ronda superada per Mary Joe Fernandez i al US Open a segona contra Zina Garrison Jackson. En categoria de dobles, junt a Jana Novotná van guanyar a Sydney, amb Raymond es van imposar a Indian Wells i amb Mary Joe Fernandez a Toòquio i Estrasburg. En els Grand Slams, amb Raymond foren semifinalistes a Austràlia, amb Nicole Arendt van arribar a semifinals del Roland Garros, amb Raymond foren sorpreses a primera ronda de Wimbledon i a tercera ronda del US Open.
A principis del 1996 fou finalista a Sydney, quartfinalista a l'Open d'Austràlia i semifinalista a Indian Wells. En dobles, junt a Mary Joe Fernandez es va imposar a Sydney i foren finalistes a l'Open d'Austràlia contra Rubin i Sánchez Vicario. En arribar la terra batuda va guanyar el primer torneig de la temporada a Estrasburg derrotant a Barbara Paulus en la final, però en el Roland Garros no va passar de quarts de final en caure davant Martínez. En canvi, en dobles si van poder guanyar el Grand Slam contra Gigi Fernandez i Zvereva. A l'estiu va aconseguir un dels èxits més importants de la seva carrera en guanyar la medalla d'or als Jocs Olímpics celebrats a Atlanta, vencent a Sánchez Vicario en la final. Posteriorment va fer doblet al torneig de Los Angeles superant a Anke Huber en individuals i junt a Zvereva en dobles. Junt a Mary Joe Fernandez van guanyar també a Oakland i en la Copa Masters.

### 1997−2001
En començar la temporada 1997 va caure a quarta ronda de l'Open d'Austràlia davant Kimberly Po però després es va imposar a Oklahoma City i Indian Wells superant a Raymond i Irina Spîrlea respectivament. Després de guanyar el torneig d'Amelia Island davant Pierce, va caure a quarta ronda de Roland Garros contra Iva Majoli, que en fou la campiona. A Wimbledon va caure ràpidament a segona ronda contra Denisa Chládková i fou finalista a Los Angeles en perdre contra Monica Seles en la final. Posteriorment va derrotar a Sandrine Testud en al final d'Atlanta i va arribar a semifinals del US Open en ser derrotada per Martina Hingis. A final de temporada va guanyar els torneigs de Zuric i Chicago, ambdós contra Nathalie Tauziat en la final, i fou finalista a Filadèlfia vençuda per Hingis. Pel que fa als dobles, fou finalista a Sydney amb Zvereva i a l'Open d'Austràlia amb Raymond. Posteriorment va guanyar els torneig de Tòquio, Indian Wells, Amelia Island i Berlín, i el gran èxit de la temporada fou el US Open amb Jana Novotná com a parella. A l'octubre va poder accedir al número 1 del rànquing de dobles per primera vegada.

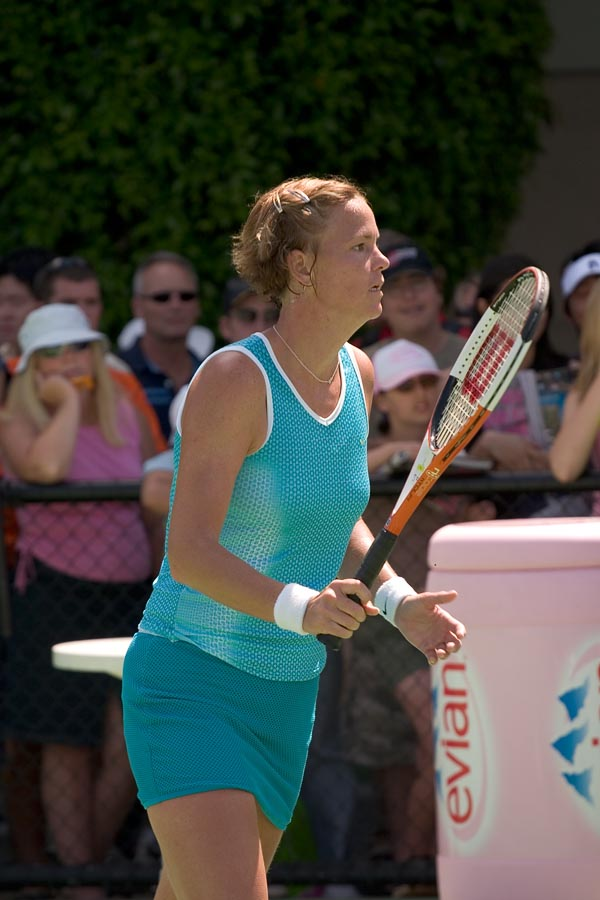
Davenport al Open d'Austràlia (2005).

En el 1998 va arribar a semifinals de l'Open d'Austràlia i després es va imposar en la final del torneig de Tòquio derrotant a la número 1 Hingis. No ho va poder repetir en la final d'Indian Wells, ja que Hingis es va venjar, i a Miami va perdre a quarts de final contra Anna Kúrnikova. En el Roland Garros va vèncer a l'anterior campiona, Majoli, però a semifinals va caure contra Sánchez Vicario. A l'estiu va demostrar un estat de forma extraordinari enllaçant quatre títols consecutius: Stanford, San Diego, San Diego, superant a Venus Williams, Pierce i Hingis respectivament, i finalment el US Open. Aquest fou el seu primer títol de Grand Slam superant també a Hingis en la final. Ja a la tardor fou finalista a Stuttgart derrotada per Testud, i després s'imposà a Zuric superant a Venus Williams. Amb tots aquests resultats va aconseguir finalment accedir al capdamunt del rànquing individual femení. Això no obstant, abans de finalitzar l'any només va poder ser finalista a Filadèlfia en caure contra Graf, i també finalista al WTA Tour Championships, però aquest cop contra Hingis. En categoria de dobles fou finalista a l'Open d'Austràlia amb Zvereva i van perdre contra Hingis and Mirjana Lučić. A Tòquio també foren finalistes contra la mateixa parella, però a Indian Wells i Berlín es van imposar superant a Alexandra Fusai i Tauziat en ambdues. També van arribar a les altres tres finals de Grand Slam, però en totes van perdre contra Hingis i Novotná. A Stanford i San Diego va poder fer doblet, i també van imposar-se a Stuttgart i en el WTA Tour Championships. Junt a Zvereva van disputar les quatre finals de Grand Slam però en totes van perdre i no van poder evitar que Hingis aconseguís el Grand Slam pur en dobles femenins.
Davenport va començar l'any 1999 amb la victòria a Sydney i arribant a semifinals de l'Open d'Austràlia, on fou superada per Amélie Mauresmo. Junt a Zvereva foren finalistes però foren derrotades per Hingis i Kúrnikova. A Tòquio van poder imposar-se en la final contra Hingis i Novotná, contra les quals havien perdut en nombroses ocasions la temporada anterior. El segon títol de l'any va arribar a Madrid vencent a Paola Suárez en la final. En el torneig de Roland Garros només va poder arribar a quarts de final en perdre contra Graf, però a Wimbledon es va poder venjar en la final en el que fou el seu darrer partit de Grand Slam abans de retirar-se. Paral·lelament va aconseguir el doblet amb Corina Morariu. Posteriorment també va fer doblet al torneig de Stanford i va guanyar els dobles a San Diego. Al US Open fou semifinalista en caure davant Serena Williams. Per acabar l'any, va superar a Hingis en les finals dels torneigs de Filadèlfia i del WTA Tour Championships, que va guanyar per primera i única vegada.
A principis de 2000 fou finalista a Sydney derrotada per Mauresmo. Seguidament, en l'Open d'Austràlia es va coronar per primera vegada, vencent a Hingis en la final i sense perdre cap set en tot el torneig. A Indian Wells va fer doblet imposant-se novament a Hingis i en dobles, junt a Morariu van superar a Kúrnikova i Zvereva. Hingis es va revenjar en la final de Miami. Fou sorpresa per Dominique Van Roost a primera ronda del Roland Garros, i també la va guanyar a Eastbourne. A Wimbledon arribà a la final per segon any consecutiu però no aconseguí defensar el títol en caure contra Venus Williams. Posteriorment també arribà a les finals de Stanford, Los Angeles i US Open, però en tots fou derrotada per les germanes Williams. Després també fou finalista a Zuric en ser vençuda per Hingis, però aconseguí imposar-se en els torneigs de Linz i Filadèlfia superant a Venus Williams i Hingis respectivament. A final d'any va ajudar al seu país a guanyar la Fed Cup. Durant la temporada va disputar onze finals però només en va poder guanyar quatre.
Com l'any anterior, en el 2001 també fou finalista a Sydney però aquest cop derrotada per Hingis. A l'Open d'Austràlia només arribà a quarts de final mentre que en dobles fou finalista junt a Morariu i superades per les germanes Williams. Posteriorment va guanyar els torneigs de Tòquio i Scottsdale superant a Hingis i Meghann Shaughnessy respectivament. No va disputar el Roland Garros però si va guanyar el títol d'Eastbourne sobre gespa vencent a Magüi Serna. A Wimbledon fou semifinalista en caure davant Venus Williams, que en fou la campiona. A l'estiu fou finalista a Stanford davant Kim Clijsters, va guanyar el torneig de Los Angeles contra Seles i fou finalista a New Haven davant Venus Williams. A l'Open dels Estats Units arribà a quarts de final. Durant el mes d'octubre s'imposà en tres torneigs més, a Filderstadt, Zuric i Linz, superant a Justine Henin i Jelena Dokić en els altres dos. En el WTA Tour Championships arribà a la final però renunciar a disputar-la a causa d'una lesió. Amb Raymond va guanyar els torneigs de Filderstadt i Zuric. Durant l'any va guanyar un total de set títols individuals arribant a quarts de final en tots els torneigs que va disputar, però no va disputar cap final de Grand Slam.

### 2002−2011
A causa d'una lesió es va perdre la primera meitat de la temporada 2002, inclosos els tres primers Grand Slams. Va tornar al circuit al juliol sent semifinalista en caure contra Clijsters. També arribà a semifinals a San Diego superada per Venus Williams. Al Los Angeles i New Haven fou finalista en perdre contra Rubin i Venus Williams respectivament. En el seu primer Grand Slam de l'any, el US Open, arribà a semifinals però va caure davant Serena Williams. Fins a final de temporada disputà dues finals a Moscou i Zuric superada per Magdalena Maleeva i Patty Schnyder respectivament. Al WTA Tour Championships fou vençuda per Seles malgrat disposar de set punts de partit. Va disputar quatre finals individuals durant la temporada sense èxit mentre que en dobles només va disputar una final a Filderstadt enduent-se el títol junt a Raymond.
En el 2003 va arribar a la final en el primer torneig que va disputar, Sydney, però la va superar Clijters. A l'Open d'Austràlia només va arribar a quarta ronda en caure contra Henin. Es va imposar en el torneig de Tòquio derrotant a Seles en la final. En la final d'Indian Wells fou finalista fins a perdre contra Clijsters novament. A Roland Garros també va caure a quarta ronda mentre que a Wimbledon va avançar fins a quarts de final. A l'estiu fou finalista en els torneigs de Amelia Island, Los Angeles i New Haven, derrotada per Ielena Deméntieva, Clijsters i Jennifer Capriati respectivament. Finalment, fou semifinalista al US Open. Fent parella amb Raymond foren semifinalistes a Austràlia derrotades per les germanes Williams i també a Wimbledon per Clijsters i Ai Sugiyama. Es van imposar a Indian Wells superant a Clijsters i Sugiyama, a Amelia Island contra Paola Suárez i Virginia Ruano Pascual i a Eastbourne contra Capriati i Serna.

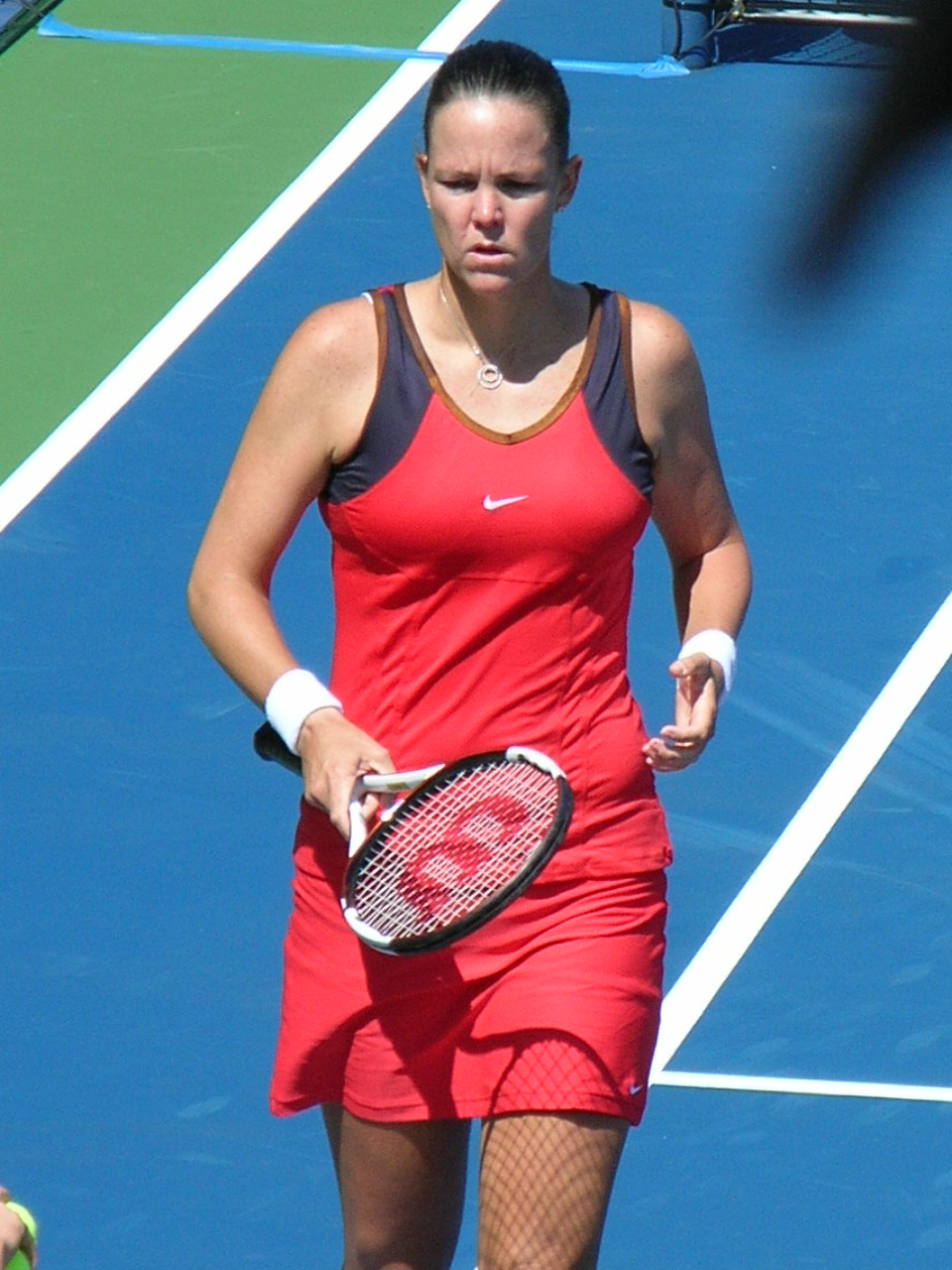
Lindsay Davenport al US Open (2006).

La temporada 2004 va començar amb el títol de Tòquio superant a Magdalena Maleeva. Novament fou finalista a Indian Wells i però ara va perdre contra Henin. S'imposà a Amelia Island contra Mauresmo i fou finalista a Estrasburg en ser derrotada per Claudine Schaul. A l'estiu encadenà quatre títols consecutius a Stanford, Los Angeles, San Diego i Cincinnati imposant-se a Venus Williams, Serena Williams, Anastassia Mískina i Vera Zvonariova respectivament en les finals. Finalment també va derrotar a Mauresmo en la final de Filderstadt. Amb 63 partits guanyats fou la tennista amb més victòries de la temporada i recuperà el número 1 del rànquing individual per tercera ocasió. En dobles no va disputar cap final.
L'èxit va continuar a l'inici l'any 2005 arribant a la final de l'Open d'Austràlia, des de 2000 que no arribava a cap final de Grand Slam, però fou superada per Serena Williams. Reedità el títol d'Amelia Island derrotant a Silvia Farina Elia en la final. Durant els següents mesos no va disputar cap torneig més fins al Roland Garros, on només arribà a quarts de final en caure contra Pierce. A Wimbledon va millorar el seu rendiment arribant a una nova final de Grand Slam, però fou superada per Venus Williams en un partit suspès per la pluja en diverses ocasions. En el tercer set va patir dolors a l'esquena i va preferir descansar durant les setmanes següents. En el primer partit que va disputar després a Stanford, es va ressentir dels dolors i no va finalitzar el partit. Va retornar a finals d'agost per disputar el torneig de New Haven i es va imposar sense cedir un set. En el US Open només va poder arribar a quarts de final, on fou vençuda per Ielena Deméntieva. Aquesta derrota va provocar la pèrdua del número 1 del rànquing individual. Posteriorment va guanyar el torneig de Bali sense perdre cap set i llavors va derrotar novament a Mauresmo en la final de Filderstadt. Amb aquesta victòria va guanyar el seu 50è títol individual en el circuit WTA. També es va imposar a Schnyder en la final de Zuric per quarta ocasió i va recuperar el número 1 que posseïa Maria Xaràpova. En el WTA Tour Championships fou semifinalista en caure contra Pierce però es va assegurar acabar l'any com a número 1 per segon any consecutiu i quart de la seva carrera, unint-se al grup de Graf, Martina Navrátilová i Chris Evert com les úniques tennistes que també ho havien aconseguit almenys en quatre ocasions.
A principis del 2006 va aconseguir la seva victòria número 700 en el circuit femení i després de caure a quarta ronda de Indian Wells va abandonar el circuit fins a l'agost a causa d'una important lesió a l'esquena. En el seu retorn va perdre tot just en el segon partit fent palesa la seva curta preparació física. Posteriorment va derrotar la número 1 del rànquing, Mauresmo, però abandonà en la final contra Henin per dolors a l'espatlla. Al US Open va arribar fins quarts de final superada novament per Henin. El seu darrer partit de la temporada fou la derrota contra Mauresmo a Pequín, que fins ara no l'havia superat en els nou anteriors enfrontament. Aquest fou el darrer partit perquè va anunciar la seva maternitat i retirada momentània del circuit.
A mitjans de juliol de 2007 va disputar el primer partit després de la maternitat en categoria de dobles junt a Raymond a New Haven però van caure en el primer partit contra les primeres caps de sèrie. El primer partit individual fou a Bali i aconseguí imposar-se en la final vencent a Daniela Hantuchová en el primer títol des de 2005. A Pequín avançà fins a semifinals on fou derrotada per Jelena Janković. Abans de finalitzar la temporada va guanyar el torneig de Quebec superant a Julia Vakulenko en la final i pujant fins a la posició 73 en el rànquing individual.
Davenport va guanyar el títol d'Auckland en el primer torneig de l'any 2008 imposant-se a Aravane Rezaï en la final. A l'Open d'Austràlia va perdre prematurament a segona ronda contra Xaràpova en la primera derrota que patia davant la tennista russa. El segon títol de l'any fou a Memphis i aconseguí també la victòria en la final de dobles junt Raymond. Citant problemes personals no es va presentar al Roland Garros, mentre que a Wimbledon es va retirar a segona ronda per una lesió al genoll. A causa d'aquests problemes físics va preferir no entrar al quadre individual dels Jocs Olímpics de Pequín, però junt a Liezel Huber va participar en el quadre de dobles, on van arribar fins a quarts de final. Finalment només va disputar el US Open, on va arribar a tercera ronda derrotada per Marion Bartoli.
Degut als pocs torneigs que va disputar a final de la temporada anterior, van créixer les especulacions sobre la seva retirada del tennis. A principi d'any va anunciar la seva intenció de participar en l'Open d'Austràlia, però poc abans hi va renunciar anunciant que estava embarassada del seu segon fill, que va néixer a principis d'estiu. Va retornar al circuit WTA disputant el Grand Slam de Wimbledon en categoria dobles mixts junt a Bob Bryan, gairebé dos anys després del seu darrer torneig, però només van arribar a segona ronda. Es va imposar junt a Huber en el torneig de Stanford però van perdre a quarts de final a San Diego. Durant l'any 2011 va disputar el Roland Garros i Wimbledon però ja com a veterans junt a Hingis. Es van imposar en el primer i poc després va anunciar el seu tercer embaràs.

## Palmarès: 93 (55−38)

### Individual: 93 (55−38)
| Llegenda                     |
| ---------------------------- |
| Grand Slam (3−4)             |
| Jocs Olímpics Or (1−0)       |
| WTA Tour Championships (1−3) |
| Tier I (11−10)               |
| Tier II (26−20)              |
| Tier III (12−1)              |
| Tier IV (1−0)                |
| Tier V (0−0)                 |

| Títols per superfície |
| Dura (34−26)          |
| Herba (2−2)           |
| Terra batuda (8−2)    |
| Moqueta (11−8)        |

| Resultat   | Núm. | Data                   | Torneig                                     | Superfície   | Oponent en la final     | Marcador            |
| ---------- | ---- | ---------------------- | ------------------------------------------- | ------------ | ----------------------- | ------------------- |
| Guanyadora | 1.   | 17 de maig de 1993     | Lucerna, Suïssa                             | Terra batuda | Nicole Bradtke          | 6−1, 4−6, 6−2       |
| Guanyadora | 2.   | 3 de gener de 1994     | Brisbane, Austràlia                         | Dura         | Florencia Labat         | 6−1, 2−6, 6−3       |
| Guanyadora | 3.   | 16 de maig de 1994     | Lucerna (2)                                 | Terra batuda | Lisa Raymond            | 7−6(3), 6−4         |
| Finalista  | 1.   | 14 de novembre de 1994 | Virginia Slims Championship, Nova York, EUA | Moqueta (i)  | Gabriela Sabatini       | 3−6, 2−6, 4−6       |
| Finalista  | 2.   | 15 de gener de 1995    | Sydney, Austràlia                           | Dura         | Gabriela Sabatini       | 3−6, 4−6            |
| Finalista  | 3.   | 5 de febrer de 1995    | Tòquio, Japó                                | Moqueta (i)  | Kimiko Date             | 1−6, 2−6            |
| Guanyadora | 4.   | 22 de maig de 1995     | Estrasburg, França                          | Terra batuda | Kimiko Date             | 3−6, 6−1, 6−2       |
| Finalista  | 4.   | 14 de gener de 1996    | Sydney (2)                                  | Dura         | Monica Seles            | 6−4, 6−7(7), 3−6    |
| Guanyadora | 5.   | 20 de maig de 1996     | Estrasburg (2)                              | Terra batuda | Barbara Paulus          | 6−3, 7−6(6)         |
| Guanyadora | 6.   | 22 de juliol de 1996   | Jocs Olímpics, Atlanta, Estats Units        | Dura         | Arantxa Sánchez Vicario | 7−6(6), 6−2         |
| Guanyadora | 7.   | 12 d'agost de 1996     | Los Angeles, Estats Units                   | Dura         | Anke Huber              | 6−2, 6−3            |
| Guanyadora | 8.   | 17 de febrer de 1997   | Oklahoma City, Estats Units                 | Dura         | Lisa Raymond            | 6−4, 6−2            |
| Guanyadora | 9.   | 3 de març de 1997      | Indian Wells, Estats Units                  | Dura         | Irina Spîrlea           | 6−2, 6−1            |
| Guanyadora | 10.  | 7 d'abril de 1997      | Amelia Island, Estats Units                 | Terra batuda | Mary Pierce             | 6−2, 6−3            |
| Finalista  | 5.   | 10 d'agost de 1997     | Los Angeles, Estats Units                   | Dura         | Monica Seles            | 7−5, 5−7, 4−6       |
| Guanyadora | 11.  | 18 d'agost de 1997     | Stone Mountain, Estats Units                | Dura         | Sandrine Testud         | 6−4, 6−1            |
| Guanyadora | 12.  | 13 d'octubre de 1997   | Zuric, Suïssa                               | Moqueta      | Nathalie Tauziat        | 7−6(3), 7−5         |
| Guanyadora | 13.  | 3 de novembre de 1997  | Xicago, Estats Units                        | Moqueta      | Nathalie Tauziat        | 6−0, 7−5            |
| Finalista  | 6.   | 16 de novembre de 1997 | Filadèlfia, Estats Units                    | Moqueta      | Martina Hingis          | 5−7, 7−6(7), 6−7(4) |
| Guanyadora | 14.  | 2 de febrer de 1998    | Tòquio, Japó                                | Moqueta      | Martina Hingis          | 6−3, 6−3            |
| Finalista  | 7.   | 15 de març de 1998     | Indian Wells, Estats Units                  | Dura         | Martina Hingis          | 3−6, 4−6            |
| Guanyadora | 15.  | 27 de juliol de 1998   | Stanford, Estats Units                      | Dura         | Venus Williams          | 6−4, 5−7, 6−4       |
| Guanyadora | 16.  | 3 d'agost de 1998      | San Diego, Estats Units                     | Dura         | Mary Pierce             | 6−3, 6−1            |
| Guanyadora | 17.  | 10 d'agost de 1998     | Los Angeles (2)                             | Dura         | Martina Hingis          | 4−6, 6−4, 6−3       |
| Guanyadora | 18.  | 31 d'agost de 1998     | US Open, Estats Units                       | Dura         | Martina Hingis          | 6−3, 7−5            |
| Finalista  | 8.   | 5 d'octubre de 1998    | Filderstadt, Alemanya                       | Dura (i)     | Sandrine Testud         | 5−7, 3−6            |
| Guanyadora | 19.  | 12 d'octubre de 1998   | Zuric (2)                                   | Moqueta      | Venus Williams          | 7−5, 6−3            |
| Finalista  | 9.   | 16 de novembre de 1998 | Filadèlfia (2)                              | Moqueta      | Steffi Graf             | 6−4, 3−6, 4−6       |
| Finalista  | 10.  | 22 de novembre de 1998 | Chase Championships, Nova York, EUA (2)     | Moqueta      | Martina Hingis          | 5−7, 6−4, 4−6, 2−6  |
| Guanyadora | 20.  | 11 de gener de 1999    | Sydney, Austràlia                           | Dura         | Martina Hingis          | 6−4, 6−3            |
| Guanyadora | 21.  | 17 de maig de 1999     | Madrid, Espanya                             | Terra batuda | Paola Suárez            | 6−1, 6−3            |
| Guanyadora | 22.  | 21 de juny de 1999     | Wimbledon, Regne Unit                       | Gespa        | Steffi Graf             | 6−4, 7−5            |
| Guanyadora | 23.  | 26 de juliol de 1999   | Stanford (2)                                | Dura         | Venus Williams          | 7−6(1), 6−2         |
| Finalista  | 11.  | 23 d'agost de 1999     | New Haven, Estats Units                     | Dura         | Venus Williams          | 2−6, 5−7            |
| Guanyadora | 24.  | 20 de setembre de 1999 | Tòquio, Japó                                | Dura         | Monica Seles            | 7−5, 7−6(1)         |
| Guanyadora | 25.  | 8 de novembre de 1999  | Filadèlfia, Estats Units                    | Moqueta      | Martina Hingis          | 6−3, 6−4            |
| Guanyadora | 26.  | 15 de novembre de 1999 | Chase Championships, Nova York, EUA         | Moqueta      | Martina Hingis          | 6−4, 6−2            |
| Finalista  | 12.  | 11 de gener de 2000    | Sydney (3)                                  | Dura         | Amélie Mauresmo         | 6−7(2), 4−6         |
| Guanyadora | 27.  | 17 de gener de 2000    | Open d'Austràlia, Austràlia                 | Dura         | Martina Hingis          | 6−1, 7−5            |
| Guanyadora | 28.  | 6 de març de 2000      | Indian Wells (2)                            | Dura         | Martina Hingis          | 4−6, 6−4, 6−0       |
| Finalista  | 13.  | 2 d'abril de 2000      | Miami, Estats Units                         | Dura         | Martina Hingis          | 3−6, 2−6            |
| Finalista  | 14.  | 26 de juny de 2000     | Wimbledon, Regne Unit                       | Gespa        | Venus Williams          | 3−6, 6−7(3)         |
| Finalista  | 15.  | 24 de juliol de 2000   | Stanford, Estats Units                      | Dura         | Venus Williams          | 1−6, 4−6            |
| Finalista  | 16.  | 13 d'agost de 2000     | Los Angeles (2)                             | Dura         | Serena Williams         | 6−4, 4−6, 6−7(1)    |
| Finalista  | 17.  | 28 d'agost de 2000     | US Open, Estats Units                       | Dura         | Venus Williams          | 4−6, 5−7            |
| Finalista  | 18.  | 15 d'octubre de 2000   | Zuric, Suïssa                               | Dura         | Martina Hingis          | 4−6, 6−4, 5−7       |
| Guanyadora | 29.  | 16 d'octubre de 2000   | Linz, Àustria                               | Moqueta      | Venus Williams          | 6−4, 3−6, 6−2       |
| Guanyadora | 30.  | 6 de novembre de 2000  | Filadèlfia (2)                              | Moqueta      | Martina Hingis          | 7−6(7), 6−4         |
| Finalista  | 19.  | 8 de gener de 2001     | Sydney (4)                                  | Dura         | Martina Hingis          | 3−6, 6−4, 5−7       |
| Guanyadora | 31.  | 29 de gener de 2001    | Tòquio (2)                                  | Moqueta      | Martina Hingis          | 6−7(4), 6−4, 6−2    |
| Guanyadora | 32.  | 26 de febrer de 2001   | Scottsdale, Estats Units                    | Dura         | Meghann Shaughnessy     | 6−2, 6−3            |
| Guanyadora | 33.  | 18 de juny de 2001     | Eastbourne, Regne Unit                      | Gespa        | Magüi Serna             | 6−2, 6−0            |
| Finalista  | 20.  | 23 de juliol de 2001   | Stanford (2)                                | Dura         | Kim Clijsters           | 4−6, 7−6(5), 1−6    |
| Guanyadora | 34.  | 6 d'agost de 2001      | Los Angeles (3)                             | Dura         | Monica Seles            | 6−3, 7−5            |
| Finalista  | 21.  | 20 d'agost de 2001     | New Haven (2)                               | Dura         | Venus Williams          | 6−7(6), 4−6         |
| Guanyadora | 35.  | 8 d'octubre de 2001    | Filderstadt, Alemanya                       | Dura         | Justine Henin           | 7−5, 6−4            |
| Guanyadora | 36.  | 15 d'octubre de 2001   | Zuric (3)                                   | Dura         | Jelena Dokić            | 6−3, 6−1            |
| Guanyadora | 37.  | 22 d'octubre de 2001   | Linz (2)                                    | Dura         | Jelena Dokić            | 6−4, 6−1            |
| Finalista  | 22.  | 4 de novembre de 2001  | Sanex Championships, Múnic, Alemanya (3)    | Dura         | Serena Williams         | Renúncia            |
| Finalista  | 23.  | 11 d'agost de 2002     | Los Angeles (3)                             | Dura         | Chanda Rubin            | 7−5, 6−7(5), 3−6    |
| Finalista  | 24.  | 19 d'agost de 2002     | New Haven (3)                               | Dura         | Venus Williams          | 5−7, 0−6            |
| Finalista  | 25.  | 6 d'octubre de 2002    | Moscou, Rússia                              | Moqueta (i)  | Magdalena Maleeva       | 7−5, 3−6, 6−7(4)    |
| Finalista  | 26.  | 20 d'octubre de 2002   | Zuric (2)                                   | Moqueta (i)  | Patty Schnyder          | 7−6(5), 6−7(8), 3−6 |
| Finalista  | 27.  | 6 de gener de 2003     | Sydney (5)                                  | Dura         | Kim Clijsters           | 4−6, 3−6            |
| Guanyadora | 38.  | 27 de gener de 2003    | Tòquio (3)                                  | Moqueta      | Monica Seles            | 7−6(6), 1−6, 2−6    |
| Finalista  | 28.  | 3 de març de 2003      | Indian Wells (2)                            | Dura         | Kim Clijsters           | 4−6, 5−7            |
| Finalista  | 29.  | 14 d'abril de 2003     | Amelia Island, Estats Units                 | Terra batuda | Ielena Deméntieva       | 6−4, 5−7, 3−6       |
| Finalista  | 30.  | 4 d'agost de 2003      | Los Angeles (4)                             | Dura         | Kim Clijsters           | 1−6, 6−3, 6−1       |
| Finalista  | 31.  | 18 d'agost de 2003     | New Haven (4)                               | Dura         | Jennifer Capriati       | 2−6, 0−4, retirada  |
| Guanyadora | 39.  | 2 de febrer de 2004    | Tòquio (4)                                  | Moqueta      | Magdalena Maleeva       | 6−4, 6−1            |
| Finalista  | 32.  | 8 de març de 2004      | Indian Wells (3)                            | Dura         | Justine Henin           | 1−6, 4−6            |
| Guanyadora | 40.  | 5 d'abril de 2004      | Amelia Island (2)                           | Terra batuda | Amélie Mauresmo         | 6−4, 6−4            |
| Finalista  | 33.  | 22 de maig de 2004     | Estrasburg, França                          | Terra batuda | Claudine Schaul         | 6−2, 0−6, 3−6       |
| Guanyadora | 41.  | 12 de juliol de 2004   | Stanford (3)                                | Dura         | Venus Williams          | 7−6(4), 5−7, 7−6(4) |
| Guanyadora | 42.  | 19 de juliol de 2004   | Los Angeles (4)                             | Dura         | Serena Williams         | 6−1, 6−3            |
| Guanyadora | 43.  | 26 de juliol de 2004   | San Diego (2)                               | Dura         | Anastassia Mískina      | 6−1, 6−1            |
| Guanyadora | 44.  | 16 d'agost de 2004     | Cincinnati, Estats Units                    | Dura         | Vera Zvonariova         | 6−3, 6−2            |
| Guanyadora | 45.  | 4 d'octubre de 2004    | Filderstadt, Alemanya                       | Dura         | Amélie Mauresmo         | 6−2, retirada       |
| Finalista  | 34.  | 29 de gener de 2005    | Open d'Austràlia, Austràlia                 | Dura         | Serena Williams         | 6−2, 3−6, 0−6       |
| Finalista  | 35.  | 6 de febrer de 2005    | Tòquio (2)                                  | Moqueta (i)  | Maria Xaràpova          | 1−6, 6−3, 6−7(5)    |
| Guanyadora | 46.  | 5 de març de 2005      | Dubai, Emirats Àrabs Units                  | Dura         | Jelena Jankovic         | 6−4, 3−6, 6−4       |
| Finalista  | 36.  | 7 de març de 2005      | Indian Wells (4)                            | Dura         | Kim Clijsters           | 4−6, 6−4, 2−6       |
| Guanyadora | 47.  | 4 d'abril de 2005      | Amelia Island (3)                           | Terra batuda | Silvia Farina Elia      | 7−5, 7−5            |
| Finalista  | 37.  | 9 de juliol de 2005    | Wimbledon (2)                               | Gespa        | Venus Williams          | 6−4, 6−7(4), 7−9    |
| Guanyadora | 48.  | 20 d'agost de 2005     | New Haven, Estats Units                     | Dura         | Amélie Mauresmo         | 4−6, 4−6            |
| Guanyadora | 49.  | 13 de setembre de 2005 | Bali, Indonèsia                             | Dura         | Francesca Schiavone     | 6−2, 6−4            |
| Guanyadora | 50.  | 3 d'octubre de 2005    | Filderstadt (3)                             | Dura         | Amélie Mauresmo         | 6−2, 6−4            |
| Guanyadora | 51.  | 23 d'octubre de 2005   | Zuric (4)                                   | Dura         | Patty Schnyder          | 7−6(5), 6−3         |
| Finalista  | 38.  | 26 d'agost de 2006     | New Haven (5)                               | Dura         | Justine Henin           | 0−6, 0−1, retirada  |
| Guanyadora | 52.  | 16 de setembre de 2007 | Bali (2)                                    | Dura         | Daniela Hantuchová      | 6−4, 3−6, 6−2       |
| Guanyadora | 53.  | 4 de novembre de 2007  | Quebec, Canadà                              | Dura         | Julia Vakulenko         | 6−4, 6−1            |
| Guanyadora | 54.  | 5 de gener de 2008     | Auckland, Nova Zelanda                      | Dura         | Aravane Rezaï           | 6−2, 6−2            |
| Guanyadora | 55.  | 1 de març de 2008      | Memphis (2)                                 | Dura (i)     | Olga Govortsova         | 6−2, 6−1            |

### Dobles: 61 (38−23)
| Abans de 2009                | Després de 2009         |
| ---------------------------- | ----------------------- |
| Grand Slam (3−10)            |                         |
| WTA Tour Championships (3−0) |                         |
| Tier I (9−5)                 | Premier Mandatory (0−0) |
| Tier II (19−7)               | Premier 5 (0−0)         |
| Tier III (3−1)               | Premier (1−0)           |
| Tier IV i V (0−0)            | International (0−0)     |

| Títols per superfície |
| Dura (24−12)          |
| Herba (6−4)           |
| Terra batuda (2−1)    |
| Moqueta (6−6)         |

| Resultat   | Núm. | Data                   | Torneig                                           | Superfície   | Parella            | Oponents en la final                         | Marcador            |
| ---------- | ---- | ---------------------- | ------------------------------------------------- | ------------ | ------------------ | -------------------------------------------- | ------------------- |
| Finalista  | 1.   | 27 de febrer de 1994   | Lucerna, Suïssa                                   | Terra batuda | Marianne Werdel    | Mary Joe Fernández · Helena Suková           | 2−6, 4−6            |
| Guanyadora | 1.   | 7 de març de 1994      | Indian Wells, Estats Units                        | Dura         | Lisa Raymond       | Manon Bollegraf · Helena Suková              | 6−2, 6−4            |
| Finalista  | 2.   | 5 de juny de 1994      | Roland Garros, França                             | Terra batuda | Lisa Raymond       | Gigi Fernández · Natasha Zvereva             | 2−6, 2−6            |
| Guanyadora | 2.   | 6 de novembre de 1994  | Auckland, Estats Units                            | Moqueta      | Lisa Raymond       | Gigi Fernández · Natasha Zvereva             | 6−2, 6−3            |
| Guanyadora | 3.   | 15 de gener de 1995    | Sydney, Austràlia                                 | Dura         | Jana Novotná       | Patty Fendick · Mary Joe Fernández           | 7−5, 2−6, 6−4       |
| Finalista  | 3.   | 5 de febrer de 1995    | Tòquio, Japó                                      | Moqueta      | Rennae Stubbs      | Gigi Fernández · Natasha Zvereva             | 0−6, 3−6            |
| Guanyadora | 4.   | 5 de març de 1995      | Indian Wells (2)                                  | Dura         | Lisa Raymond       | Arantxa Sánchez Vicario · Larisa Neiland     | 2−6, 6−4, 6−3       |
| Guanyadora | 5.   | 28 de maig de 1995     | Estrasburg, França                                | Terra batuda | Mary Joe Fernández | Sabine Appelmans · Miriam Oremans            | 6−2, 6−3            |
| Guanyadora | 6.   | 24 de setembre de 1995 | Tòquio, Japó                                      | Dura         | Mary Joe Fernández | Amanda Coetzer · Linda Wild                  | 6−3, 6−2            |
| Guanyadora | 7.   | 14 de gener de 1996    | Sydney (2)                                        | Dura         | Mary Joe Fernández | Lori McNeil · Helena Suková                  | 6−3, 6−3            |
| Finalista  | 4.   | 28 de gener de 1996    | Open d'Austràlia, Austràlia                       | Dura         | Mary Joe Fernández | Chanda Rubin · Arantxa Sánchez Vicario       | 5−7, 6−2, 4−6       |
| Guanyadora | 8.   | 9 de juny de 1996      | Roland Garros, França                             | Terra batuda | Mary Joe Fernández | Gigi Fernández · Natasha Zvereva             | 6−2, 6−1            |
| Guanyadora | 9.   | 18 d'agost de 1996     | Los Angeles, Estats Units                         | Dura         | Natasha Zvereva    | Amy Frazier · Kimberly Po                    | 6−1, 6−4            |
| Guanyadora | 10.  | 10 de novembre de 1996 | Auckland (2)                                      | Dura         | Mary Joe Fernández | Irina Spîrlea · Nathalie Tauziat             | 6−1, 6−3            |
| Guanyadora | 11.  | 24 de novembre de 1996 | WTA Tour Championships, · Nova York, Estats Units | Moqueta      | Mary Joe Fernández | Jana Novotná · Arantxa Sánchez Vicario       | 6−3, 6−2            |
| Finalista  | 5.   | 6 de gener de 1997     | Sydney, Austràlia                                 | Dura         | Natasha Zvereva    | Gigi Fernández · Arantxa Sánchez Vicario     | 3−6, 1−6            |
| Finalista  | 6.   | 26 de gener de 1997    | Open d'Austràlia (2)                              | Dura         | Lisa Raymond       | Martina Hingis · Natasha Zvereva             | 2−6, 2−6            |
| Guanyadora | 12.  | 12 de febrer de 1997   | Tòquio, Japó                                      | Moqueta      | Natasha Zvereva    | Gigi Fernández · Martina Hingis              | 6−4, 6−3            |
| Guanyadora | 13.  | 16 de març de 1997     | Indian Wells (3)                                  | Dura         | Natasha Zvereva    | Lisa Raymond · Nathalie Tauziat              | 6−3, 6−2            |
| Finalista  | 7.   | 31 de març de 1997     | Hilton Head, Estats Units                         | Terra batuda | Jana Novotná       | Martina Hingis · Mary Joe Fernández          | 5−7, 6−4, 1−6       |
| Guanyadora | 14.  | 13 d'abril de 1997     | Amelia Island, Estats Units                       | Terra batuda | Jana Novotná       | Nicole Arendt · Manon Bollegraf              | 6−3, 6−0            |
| Guanyadora | 15.  | 18 de maig de 1997     | Berlín, Alemanya                                  | Terra batuda | Jana Novotná       | Gigi Fernández · Natasha Zvereva             | 6−2, 3−6, 6−2       |
| Guanyadora | 16.  | 27 de juliol de 1997   | Stanford, Estats Units                            | Dura         | Martina Hingis     | Conchita Martínez · Patricia Tarabini        | 6−1, 6−3            |
| Guanyadora | 17.  | 7 de setembre de 1997  | US Open, Estats Units                             | Dura         | Jana Novotná       | Gigi Fernández · Natasha Zvereva             | 6−3, 6−4            |
| Finalista  | 8.   | 6 d'octubre de 1997    | Filderstadt, Alemanya                             | Dura (i)     | Jana Novotná       | Martina Hingis · Arantxa Sánchez Vicario     | 6−7(4), 6−3, 6−7(3) |
| Finalista  | 9.   | 3 de novembre de 1997  | Xicago, Estats Units                              | Moqueta (i)  | Monica Seles       | Alexandra Fusai · Nathalie Tauziat           | 3−6, 2−6            |
| Finalista  | 10.  | 10 de novembre de 1997 | Filadèlfia, Estats Units                          | Moqueta (i)  | Jana Novotná       | Lisa Raymond · Rennae Stubbs                 | 3−6, 5−7            |
| Guanyadora | 18.  | 23 de novembre de 1997 | WTA Tour Championships, · Nova York (2)           | Moqueta      | Jana Novotná       | Alexandra Fusai · Nathalie Tauziat           | 6−7, 6−3, 6−2       |
| Finalista  | 11.  | 19 de gener de 1998    | Open d'Austràlia (3)                              | Dura         | Natasha Zvereva    | Martina Hingis · Mirjana Lučić               | 4−6, 6−2, 3−6       |
| Finalista  | 12.  | 2 de febrer de 1998    | Tòquio (2)                                        | Moqueta      | Natasha Zvereva    | Martina Hingis · Mirjana Lučić               | 5−7, 4−6            |
| Guanyadora | 19.  | 15 de març de 1998     | Indian Wells (4)                                  | Dura         | Natasha Zvereva    | Alexandra Fusai · Nathalie Tauziat           | 6−4, 2−6, 6−4       |
| Guanyadora | 20.  | 15 de maig de 1998     | Berlín (2)                                        | Terra batuda | Natasha Zvereva    | Alexandra Fusai · Nathalie Tauziat           | 6−3, 6−0            |
| Finalista  | 13.  | 25 de maig de 1998     | Roland Garros (2)                                 | Terra batuda | Natasha Zvereva    | Martina Hingis · Jana Novotná                | 1−6, 6−7            |
| Finalista  | 14.  | 22 de juny de 1998     | Wimbledon, Regne Unit                             | Gespa        | Natasha Zvereva    | Martina Hingis · Jana Novotná                | 3−6, 6−3, 6−8       |
| Guanyadora | 21.  | 2 d'agost de 1998      | Stanford (2)                                      | Dura         | Natasha Zvereva    | Larisa Neiland · Ielena Tatarkova            | 6−4, 6−4            |
| Guanyadora | 22.  | 9 d'agost de 1998      | San Diego, Estats Units                           | Dura         | Natasha Zvereva    | Alexandra Fusai · Nathalie Tauziat           | 6−2, 6−1            |
| Finalista  | 15.  | 31 d'agost de 1998     | US Open, Estats Units                             | Dura         | Natasha Zvereva    | Martina Hingis · Jana Novotná                | 3−6, 3−6            |
| Guanyadora | 23.  | 11 d'octubre de 1998   | Filderstadt, Alemanya                             | Dura (i)     | Natasha Zvereva    | Anna Kúrnikova · Arantxa Sánchez Vicario     | 6−4, 6−2            |
| Guanyadora | 24.  | 22 de novembre de 1998 | WTA Tour Championships, · Nova York (3)           | Moqueta      | Natasha Zvereva    | Alexandra Fusai · Nathalie Tauziat           | 6−7, 7−5, 6−3       |
| Finalista  | 16.  | 31 de gener de 1999    | Open d'Austràlia (4)                              | Dura         | Natasha Zvereva    | Martina Hingis · Anna Kúrnikova              | 5−7, 3−6            |
| Guanyadora | 25.  | 7 de febrer de 1999    | Tòquio (2)                                        | Moqueta      | Natasha Zvereva    | Jana Novotná · Martina Hingis                | 6−2, 6−3            |
| Guanyadora | 26.  | 4 de juliol de 1999    | Wimbledon, Regne Unit                             | Gespa        | Corina Morariu     | Mariaan de Swardt · Ielena Tatarkova         | 6−4, 6−4            |
| Guanyadora | 27.  | 1 d'agost de 1999      | Stanford (3)                                      | Dura         | Corina Morariu     | Anna Kúrnikova · Ielena Likhovtseva          | 6−4, 6−4            |
| Guanyadora | 28.  | 8 d'agost de 1999      | San Diego (2)                                     | Dura         | Corina Morariu     | Venus Williams · Serena Williams             | 6−4, 6−1            |
| Guanyadora | 29.  | 19 de març de 2000     | Indian Wells (5)                                  | Dura         | Corina Morariu     | Anna Kúrnikova · Natasha Zvereva             | 6−2, 6−3            |
| Finalista  | 17.  | 31 de juliol de 2000   | San Diego, Estats Units                           | Dura         | Anna Kúrnikova     | Lisa Raymond · Rennae Stubbs                 | 6−4, 3−6, 6−7       |
| Finalista  | 18.  | 15 de gener de 2001    | Open d'Austràlia (5)                              | Dura         | Corina Morariu     | Venus Williams · Serena Williams             | 2−6, 6−2, 4−6       |
| Guanyadora | 30.  | 14 d'octubre de 2001   | Filderstadt (2)                                   | Dura (i)     | Lisa Raymond       | Justine Henin-Hardenne · Meghann Shaughnessy | 6−4, 6−7, 7−5       |
| Guanyadora | 31.  | 21 d'octubre de 2001   | Zuric, Suïssa                                     | Dura (i)     | Lisa Raymond       | Sandrine Testud · Roberta Vinci              | 6−3, 2−6, 6−2       |
| Guanyadora | 32.  | 13 d'octubre de 2002   | Filderstadt (3)                                   | Dura (i)     | Lisa Raymond       | Paola Suárez · Meghann Shaughnessy           | 6−2, 6−4            |
| Finalista  | 19.  | 28 de gener de 2003    | Tòquio (3)                                        | Moqueta      | Lisa Raymond       | Ielena Bovina · Rennae Stubbs                | 3−6, 4−6            |
| Finalista  | 20.  | 24 de febrer de 2003   | Scottsdale, Estats Units                          | Dura         | Lisa Raymond       | Kim Clijsters · Ai Sugiyama                  | 1−6, 4−6            |
| Guanyadora | 33.  | 15 de març de 2003     | Indian Wells (6)                                  | Dura         | Lisa Raymond       | Kim Clijsters · Ai Sugiyama                  | 3−6, 6−4, 6−1       |
| Guanyadora | 34.  | 20 d'abril de 2003     | Amelia Island (2)                                 | Terra batuda | Lisa Raymond       | Virginia Ruano Pascual · Paola Suárez        | 7−5, 6−2            |
| Guanyadora | 35.  | 21 de juny de 2003     | Eastbourne, Regne Unit                            | Gespa        | Lisa Raymond       | Jennifer Capriati · Magüi Serna              | 6−3, 6−2            |
| Finalista  | 21.  | 3 d'agost de 2003      | San Diego (2)                                     | Dura         | Lisa Raymond       | Kim Clijsters · Ai Sugiyama                  | 4−6, 5−7            |
| Finalista  | 22.  | 17 de gener de 2005    | Open d'Austràlia (6)                              | Dura         | Corina Morariu     | Svetlana Kuznetsova · Alicia Molik           | 3−6, 4−6            |
| Finalista  | 23.  | 1 de febrer de 2005    | Tòquio (4)                                        | Moqueta      | Corina Morariu     | Janette Husárová · Ielena Likhovtseva        | 4−6, 3−6            |
| Guanyadora | 36.  | 17 de setembre de 2006 | Bali, Indonèsia                                   | Dura         | Corina Morariu     | Natalie Grandin · Trudi Musgrave             | 6−3, 6−4            |
| Guanyadora | 37.  | 1 de març de 2008      | Memphis, Estats Units                             | Dura         | Lisa Raymond       | Angela Haynes · Mashona Washington           | 6−3, 6−1            |
| Guanyadora | 38.  | 1 d'agost de 2010      | Stanford (4)                                      | Dura         | Liezel Huber       | Chan Yung-jan · Zheng Jie                    | 7−5, 6−7(8), [10−8] |

### Períodes com a número 1
| Núm. | Precedit per      | Dates                   | Succeït per       | Setmanes | Acumulat |
| ---- | ----------------- | ----------------------- | ----------------- | -------- | -------- |
| 1.   | Martina Hingis    | 12/10/1998 − 07/02/1999 | Martina Hingis    | 17       | 17       |
| 2.   | Martina Hingis    | 05/07/1999 − 08/08/1999 | Martina Hingis    | 5        | 22       |
| 3.   | Martina Hingis    | 03/04/2000 − 07/05/2000 | Martina Hingis    | 5        | 27       |
| 4.   | Martina Hingis    | 15/05/2000 − 21/05/2000 | Martina Hingis    | 1        | 28       |
| 5.   | Jennifer Capriati | 05/11/2001 − 13/01/2002 | Jennifer Capriati | 10       | 38       |
| 6.   | Amélie Mauresmo   | 18/10/2004 − 21/08/2005 | Maria Xaràpova    | 44       | 82       |
| 7.   | Maria Xaràpova    | 29/08/2005 − 11/09/2005 | Maria Xaràpova    | 2        | 84       |
| 8.   | Maria Xaràpova    | 24/10/2005 − 29/01/2006 | Kim Clijsters     | 14       | 98       |

## Trajectòria

### Individual
| Open d'Austràlia | A   | A   | 3R          | QF          | QF          | 4R | 4R          | SF          | SF          | G  | SF          | A           | 4R          | QF | F           | QF          | A           | 4R | 1 / 14 | 56 – 13  |
| Roland Garros | A   | A   | 1R          | 3R          | 4R          | QF | 4R          | SF          | QF          | 1R | A           | A           | 4R          | 4R | QF          | A           | A           | A  | 0 / 11 | 31 – 11  |
| Wimbledon | A   | A   | 3R          | QF          | 4R          | 2R | 2R          | QF          | G           | F  | SF          | A           | QF          | SF | F           | A           | A           | 2R | 1 / 13 | 49 – 11  |
| US Open | 1R  | 2R  | 4R          | 3R          | 2R          | 4R | SF          | G           | SF          | F  | QF          | SF          | SF          | SF | QF          | QF          | A           | 4R | 1 / 17 | 62 – 16  |
| Jocs Olímpics | NC  | A   | No celebrat | No celebrat | No celebrat | G  | No celebrat | No celebrat | No celebrat | 2R | No celebrat | No celebrat | No celebrat | A  | No celebrat | No celebrat | No celebrat | A  | 1 / 2  | 7 – 0    |
| WTA Tour Championships | A   | A   | A           | F           | 1R          | QF | 1R          | F           | G           | 1R | F           | 1R          | A           | RR | SF          | A           | A           | A  | 1 / 11 | 18 – 11  |
| Rànquing a final d'any | 339 | 159 | 20          | 6           | 12          | 9  | 3           | 1           | 2           | 2  | 1           | 12          | 5           | 1  | 1           | 25          | 73          | 36 |        | 233 – 62 |
| Llegenda: G: Guanyadora; F: Finalista; SF: Semifinalista; QF: Quarts de final; Q: Qualificació; A: Absent; RR: Round Robin |     |     |             |             |             |    |             |             |             |    |             |             |             |    |             |             |             |    |        |          |

### Dobles
| Open d'Austràlia | A  | A  | 3R          | 3R          | SF          | F  | F           | F           | F           | SF | F           | A           | SF          | 4R | F           | A           | A           | 3R | 0 / 13 | 49 – 12 |
| Roland Garros | A  | A  | 1R          | F           | SF          | G  | 3R          | F           | SF          | A  | A           | A           | 3R          | A  | A           | A           | A           | A  | 1 / 8  | 28 – 6  |
| Wimbledon | A  | A  | 2R          | 3R          | 1R          | QF | QF          | F           | G           | A  | A           | A           | SF          | A  | 2R          | A           | A           | A  | 1 / 9  | 25 – 7  |
| US Open | 1R | 1R | 1R          | QF          | 3R          | A  | G           | F           | QF          | A  | A           | A           | A           | A  | A           | A           | A           | 3R | 1 / 9  | 21 – 8  |
| Jocs Olímpics | NC | A  | No celebrat | No celebrat | No celebrat | A  | No celebrat | No celebrat | No celebrat | A  | No celebrat | No celebrat | No celebrat | A  | No celebrat | No celebrat | No celebrat | QF | 0 / 1  | 2 – 1   |
| Llegenda: G: Guanyadora; F: Finalista; SF: Semifinalista; QF: Quarts de final; Q: Qualificació; A: Absent; RR: Round Robin |    |    |             |             |             |    |             |             |             |    |             |             |             |    |             |             |             |    |        |         |